# Nuits-Saint-Georges
Nuits-Saint-Georges är en kommun i departementet Côte-d'Or i regionen Bourgogne-Franche-Comté i östra Frankrike. Kommunen ligger i kantonen Nuits-Saint-Georges som tillhör arrondissementet Beaune. År 2022 hade Nuits-Saint-Georges 5 263 invånare.

## Befolkningsutveckling
Antalet invånare i kommunen Nuits-Saint-Georges
Referens:INSEE